# Benjamin et Benjamine
Benjamin et Benjamine est une série de bande dessinée jeunesse d'aventure humoristique créée par Ric pour l'hebdomadaire français Benjamin en décembre 1952. Apparue avec la nouvelle formule de Benjamin qui revenait alors dans les kiosques après huit ans d'interruption, la série avait pour objectif d'incarner le titre du journal. La série a ensuite été reprise, entre autres par Christian Godard (1955-1956), Jean Trubert et Roger Lécureux (1956), puis Albert Uderzo et René Goscinny (1957-1959). Seuls les épisodes signés par Uderzo et Goscinny ont été réédités en albums, chez Lefrancq en 1991 puis en intégrale aux éditions Albert René.
Ses deux héros éponymes sont deux enfants qui vivent diverses aventures à travers le monde.

## Publications

### Périodiques
1. Christian Godard, La Statuette d'ivoire, dans Benjamin, 1955.
2. Christian Godard, Les Pilules tragiques, dans Benjamin, 1956.
3. Jean Trubert et Roger Lécureux, L'île souriante, dans Benjamin no 187-213, 1956[1].
4. Albert Uderzo et René Goscinny, Les Naufragés de l'air, dans Benjamin no 214-238, 1957[3].
5. Albert Uderzo et René Goscinny, Pigeon vole, dans Benjamin no 240-264, [4].
6. Albert Uderzo et René Goscinny, Le Grand Boudtchou, dans Benjamin no 266-311, 1958[5]. Repris dans Hop ! no 26/27 à 29, 1981-1982[6].
7. Albert Uderzo et René Goscinny, Benjamin et Benjamine chez les Cow-boys, dans Top Réalité Jeunesse no 1-51, 1958-1959[7].

### Albums
- Albert Uderzo et René Goscinny, Les Naufragés de l'air, Claude Lefrancq Éditeur, 1991  (ISBN 2871530645). Contient les deux récits d'Uderzo et Goscinny publiés dans Benjamin.
- Albert Uderzo et René Goscinny, Benjamin et Benjamine : L'Intégrale, Albert René, 2017  (ISBN 9782864973263). Contient les quatre récits d'Uderzo et Goscinny.